# Třída Bay (1944)
Třída Bay byla třída protiletadlových fregat Britského královského námořnictva stavěných v době druhé světové války. Třída vznikla úpravou konstrukce protiponorkových fregat třídy Loch. Britské námořnictvo získalo 19 fregat, později čtyři z nich provozovalo Portugalsko a jednu Finsko. Všechny již byly vyřazeny.

## Pozadí vzniku
Celkem bylo dokončeno 19 plavidel této třídy. Plavidla do služby vstupovala v letech 1945–1946. Jedna další fregata nebyla dokončena a šest dalších bylo upraveno pro jiné účely (dvě velitelská a čtyři výzkumná plavidla).

## Konstrukce
Z třídy Loch byly přejaty trup, pohonný systém a nástavby. Výzbroj tvořily čtyři dvouúčelové 102mm kanóny, čtyři 40mm kanóny a dva až osm 20mm kanónů. Nejvyšší rychlost dosahovala 19,5 uzlu.

## Zahraniční uživatelé
- Finsko – Finské námořnictvo provozovalo v letech 1962–1975 fregatu Matti Kurki (ex Porlock Bay).
- Portugalsko – Portugalské námořnictvo získalo v letech 1959–1961 čtyři fregaty třídy Bay. Pojmenovány byly Álvares Cabral (F336), Dom Francisco de Almeida (F479), Vasco da Gama (F478) a Pachero Pereira (F337). Vyřazeny byly v letech 1970–1971.